# Sátiro de Oliveira Dias
Manuel Sátiro de Oliveira Dias (Inhambupe, 12 de janeiro de 1844 — 19 de agosto de 1913) foi um médico e político brasileiro. Foi presidente das províncias do Amazonas, nomeado por carta imperial de 4 de maio de 1880, de 26 de junho de 1880 a 16 de maio de 1881, do Rio Grande do Norte, de 1 de junho de 1881 a 16 de março de 1882, e do Ceará, de 21 de agosto de 1883 a 31 de maio de 1884. Enquanto presidente do Ceará, em 25 de março de 1884, decretou a libertação de todos os escravos da província, a primeira a abolir definitivamente a escravatura no país.

## Biografia
Nasceu em janeiro de 1844, em Inhambupe. Estudou em Salvador no Ginásio Baiano, de Abílio César Borges. Formou-se em ciências médico-cirúrgicas pela Faculdade de Medicina da Bahia.
Em julho de 1866, ainda estudante do quinto ano de medicina, alistou-se como voluntário para a Guerra do Paraguai, onde permaneceu até abril de 1869. Voltou em seguida à Bahia, trazendo no peito o grau de cavaleiro da Ordem da Rosa, e nos punhos os galões de primeiro cirurgião do exército. Retornou à faculdade, onde concluiu seu curso médico recebendo o grau de doutor em medicina em 1870.
Foi eleito Deputado Provincial de 1878 a 1879, ocupou o cargo de Secretário de Governo de novembro de 1879 a maio de 1880, quando foi nomeado Presidente da Província do Amazonas de junho de 1880 a maio de 1881 e do Rio Grande do Norte de junho de 1881 a fevereiro de 1882. Voltou, em 1882, à Assembléia Provincial baiana, ficando até fevereiro de 1883.
Sátiro Dias foi, em seguida, chamado a presidir a província do Ceará, de agosto de 1883 a maio de 1884. Em 1885 representou a província do Amazonas na Assembléia Geral, ou seja, foi eleito Deputado Geral por esta província, mas com a queda da situação liberal e a consequente dissolução da Câmara, retornou à Bahia dedicando-se ao exercício da profissão de médico até junho de 1889.
Em julho do mesmo ano, foi chamado a exercer o cargo de Diretor Geral da Instrução Pública na Bahia. A República o encontrou no exercício deste cargo, no governo do conselheiro José Luís de Almeida Couto, último presidente da província da Bahia, e continuou na mesma posição sob o governo republicano, por decreto de 28 de maio do mesmo ano. Sátiro Dias ainda ficou nesse cargo no governo Hermes da Fonseca, sendo que 4 dias após sua posse, em 30 de abril de 1890], foi eleito Deputado Estadual e em 1891 participou da Constituinte como membro da Câmara de Deputados, de que foi de início vice-presidente e depois presidiu, iniciando-se os trabalhos em 29 de março de 1891, e concluídos com a promulgação da Constituição Baiana, em 2 de julho do mesmo ano. Manteve-se no cargo até abril de 1896, quando foi nomeado Inspetor Geral do Ensino, permanecendo neste cargo até 1º de junho do mesmo ano, data em que assumiu o exercício de Secretário do Interior, Justiça e Instrução Pública, para o qual foi nomeado pelo Governador Luiz Viana. Prosseguiu a seguir no posto.
O governador Joaquim Manuel Rodrigues Lima manteve Sátiro Dias como diretor de Instrução Pública. Deixou o governo para candidatar-se a deputado federal, substituído por Otaviano Muniz Barreto em 1897. Aposentou-se em 1899, elegeu-se deputado federal pela Bahia em 1900, por duas legislaturas, não voltando em 1907 ao Parlamento, por motivo de antagonismos políticos. No período em que foi deputado, chegou à vice-presidente da Câmara Federal e Presidente da respectiva comissão de Instrução Pública. Foi nomeado pelo Governo Federal Delegado Fiscal do ginásio Carneiro Ribeiro em Salvador, cargo em que se conservou até 1911, assumiu a vice-presidência do Instituto Geográfico e Histórico da Bahia até 1913. Faleceu, aos 69 anos, no dia 18 de agosto de 1913. O município de ''Satíro Dias'', na Bahia, antes chamado de ''Junco'',  recebeu esse nome em sua homenagem, quando foi emancipado em 14 de agosto de 1958. 